# Lil Yachty
Lil Yachty (numele de scenă al lui Miles Parks McCollum;n. 23 august 1997, Mableton⁠(d), Georgia, SUA) este un rapper și cântăreț american. Lil Yachty a câștigat prima dată recunoașterea în august 2015 pentru single-urile sale "One Night" și "Minnesota" de pe mixtape-ul Summer Songs. El a lansat mixtape-ul Lil Boat în martie 2016. La 10 iunie 2016, Lil Yachty a anunțat că a semnat un acord de colaborare cu Quality Control Music, Capitol Records și Motown Records. Mixtape-urile lui, "Lil Boat" și "Summer Songs 2", au fost lansate în 2016, iar albumul său de debut, Teenage Emotions, în 2017.

## Biografie
McCollum s-a născut în Mableton, Georgia. În 2015, a adoptat numele de scenă „Yachty” și s-a mutat din Atlanta în New York pentru a-și lansa cariera. El a rămas cu un prieten și a făcut o rețea cu personalități online de modă stradală, în timp ce a făcut rost de urmăritori pe Instagram. A lucrat la McDonald's.

## Discografie
- Lil Boat
- Teenage Emotions (2017)

## Premii și nominalizări
| An   | Premiu                  | Categorie                   | Piesă nominalizată     | Rezultat     |
| ---- | ----------------------- | --------------------------- | ---------------------- | ------------ |
| 2017 | Grammy Awards           | Best Rap/Sung Collaboration | "Broccoli" (with DRAM) | Nominalizare |
| 2017 | MTV Europe Music Awards | Best Video                  | "iSpy" (with Kyle)     | Nominalizare |

## Legături externe
- Lil Yachty's Soundcloud